# Amalie Dietrich

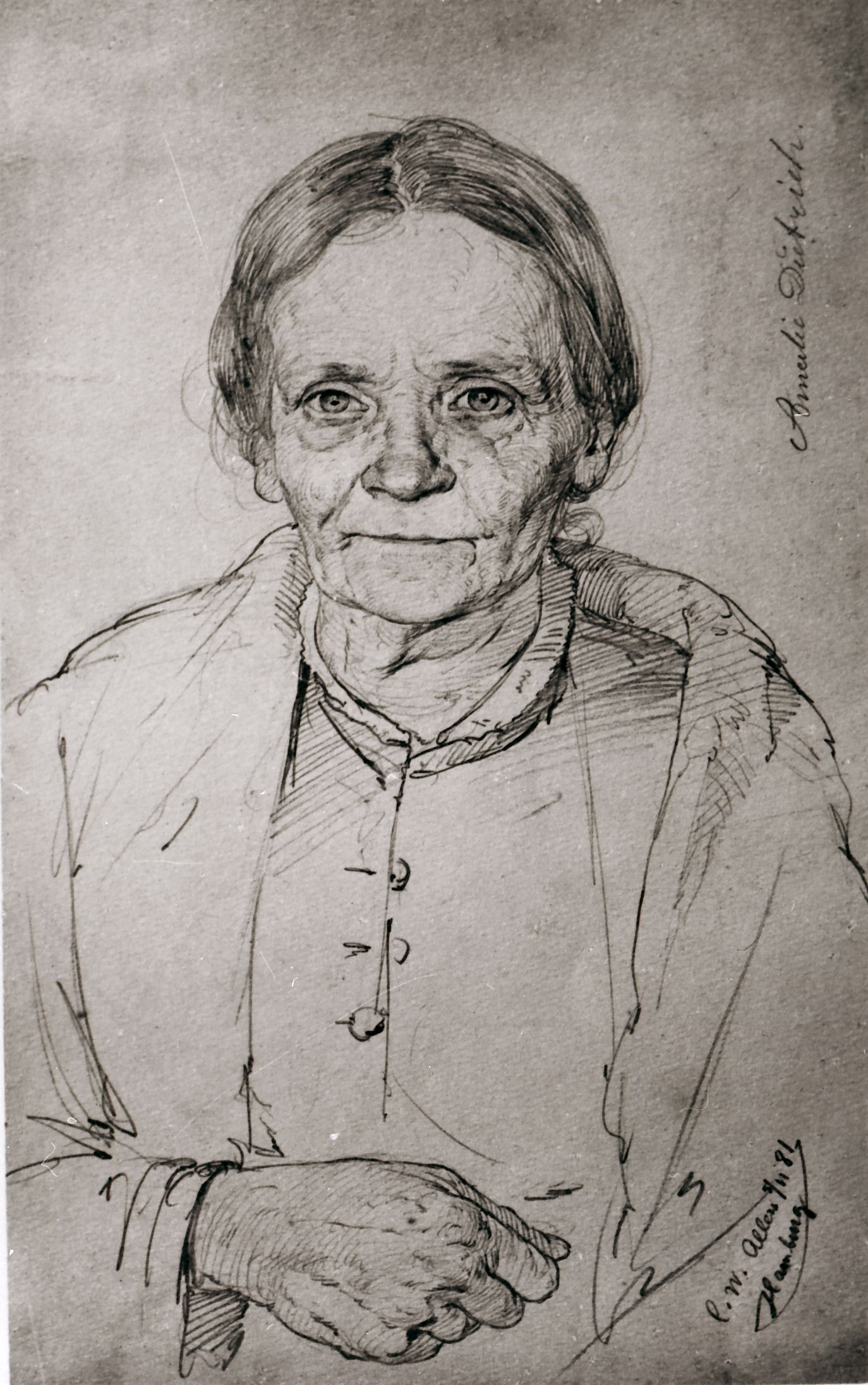
Amalie Dietrich an ihrem 60. Geburtstag, gezeichnet von Christian Wilhelm Allers, 1881

Concordia Amalie Dietrich (* 26. Mai 1821 in Siebenlehn, Königreich Sachsen; † 9. März 1891 in Rendsburg, Provinz Schleswig-Holstein), geborene Nelle, war eine bedeutende deutsche Australien- und Naturforscherin, Botanikerin, Zoologin und Pflanzenjägerin im 19. Jahrhundert. Sie sammelte ein Jahrzehnt lang auf dem „Fünften Kontinent“ (Australien), der damals als britische Kolonie Neuholland hieß, Pflanzen, Tiere, ethnographische Objekte, menschliche Schädel und Skelette für das Museum Godeffroy.

## Leben

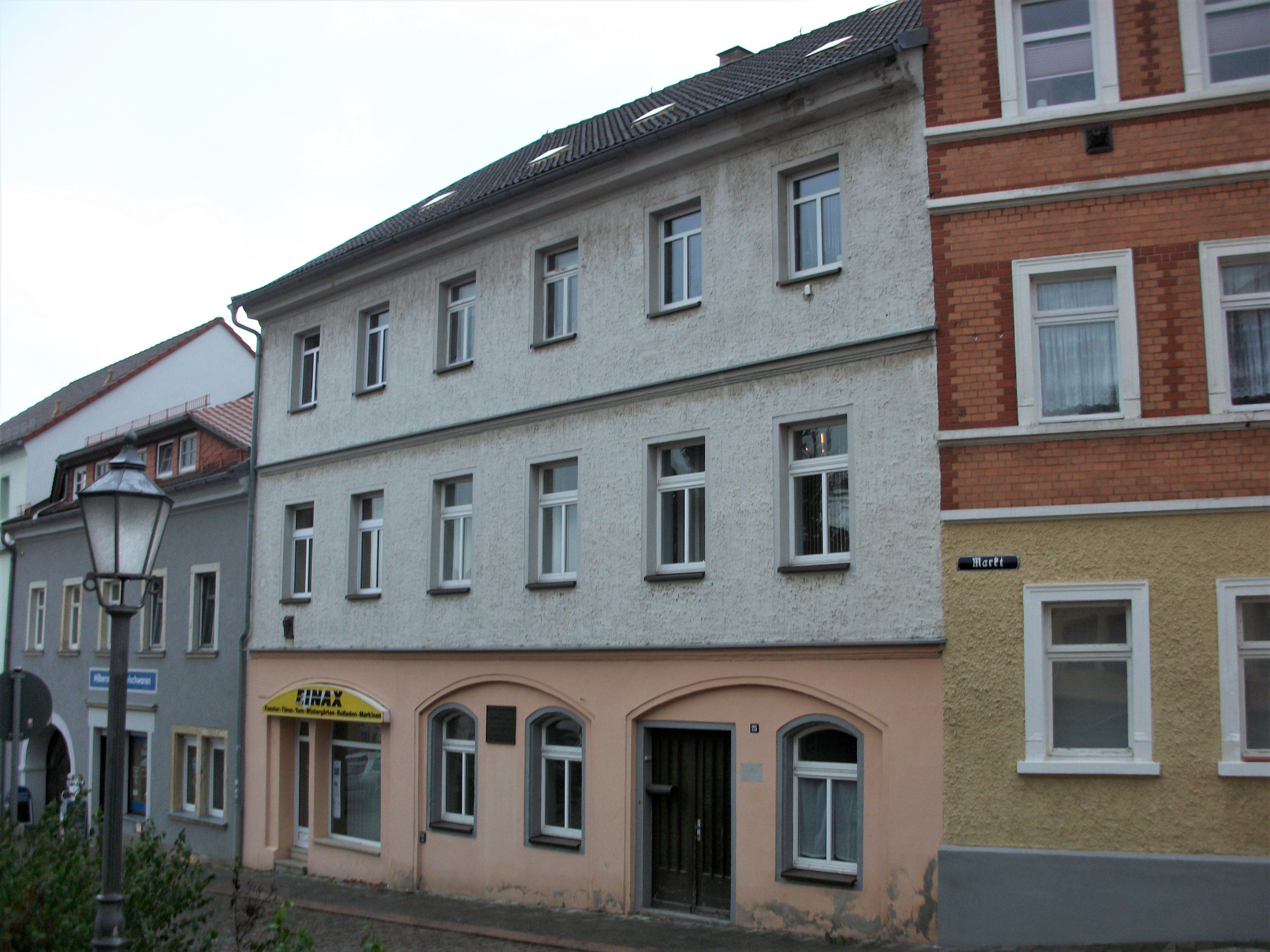
Siebenlehn, Markt 25 (letzte Wohnstätte Amalie Dietrich)

Amalie Dietrich stammte aus einer sehr armen Beutlerfamilie in Siebenlehn/Sachsen. Sie erhielt eine dürftige Volksschulbildung und musste anschließend ihrem Vater in der Beutlerwerkstatt helfen. 1846 heiratete sie den Apotheker und Botaniker Wilhelm Dietrich, der sie zunächst mit den Grundbegriffen der Botanik vertraut machte. Er lehrte sie, wie man Pflanzen sammelt, bestimmt und präpariert und wie man Herbarien anlegt. Später bildete sie sich autodidaktisch fort.
1848 wurde ihre Tochter Charitas geboren. Wilhelm Dietrich hatte mittlerweile seine Apothekerstellung aufgegeben und versuchte, vom Handel mit botanischen Artikeln zu leben, was jedoch kaum Geld einbrachte. Infolge der materiellen Not kam es zu Zerwürfnissen zwischen den Ehepartnern, in deren Folge Amalie 1852 ihre erste größere Reise antrat: nach Bukarest, wo sich ihr älterer Bruder als Beutler niedergelassen hatte. Erst nach einem Jahr kehrte sie nach Siebenlehn und zu Wilhelm Dietrich zurück.
In den folgenden Jahren unternahm Amalie Dietrich zu Fuß weite Reisen durch ganz Deutschland und Österreich. Sie verkaufte ihre Produkte an Apotheken oder botanische Gärten; gleichzeitig dienten diese Reisen auch zum Sammeln nichtheimischer Pflanzen, also zur „Sortimentserweiterung“. Ihre Tochter Charitas wurde indessen bei Pflegefamilien untergebracht.
Im Jahre 1861 erkrankte sie in Holland schwer an Typhus und lag monatelang im Spital. Wilhelm Dietrich, der sie für tot hielt, gab das botanische Geschäft auf und nahm eine Stelle als Hauslehrer an. Nach Amalies Dietrichs Rückkehr kam es zum Bruch zwischen den Ehepartnern, worauf Amalie das Geschäft mit den Herbarien allein weiterführte. Inzwischen war sie durch ihre zahlreichen Wanderreisen in der Fachwelt ziemlich bekannt geworden. 1862 lernte sie durch die Vermittlung des Fabrikbesitzers Heinrich Adolph Meyer den hamburgischen Kaufmann Cesar Godeffroy kennen. Die Firma Joh. Ces. Godeffroy & Sohn betrieb zu dieser Zeit eine Faktorei in Apia, der heutigen Hauptstadt von Samoa. Amalie Dietrich bewarb sich um eine Stelle als Forschungsreisende. Godeffroy plante damals ein Museum für Natur- und Völkerkunde der Südsee und betraute  sie mit einem 10-jährigen Forschungsauftrag in Australien.
1863 landete die nun 43-jährige Amalie Dietrich in Brisbane. Sie schickte Kiste um Kiste von Präparaten nach Europa. Von 1864 an gab das Museum Godeffroy „Catalog(e) der zum Verkauf stehenden Doubletten…“ heraus. Einige der von ihr entdeckten Pflanzen- und Tierarten tragen ihren Namen. Dietrich sammelte nicht nur Pflanzen, sondern auch Insekten und andere Kleintiere. Außerdem hat sie für die Sammlung des Museum Godeffroy in Hamburg acht Skelette und zwei Schädel von Aborigines aus Queensland nach Deutschland gesendet. In Australien wird sie deswegen auch „Angel of Black Death“ genannt. In Deutschland war diese Seite von Dietrichs Tätigkeit seit dem Kaiserreich bekannt und wurde bis in die Gegenwart auch immer wieder (durchaus positiv) erwähnt. Die kritische Auseinandersetzung begann erst relativ spät und ist bei weitem noch nicht abgeschlossen.
Seit 1867 bestand eine ordentliche Mitgliedschaft bei der Entomologischen Gesellschaft Stettin. 
1873 kehrte Amalie Dietrich auf dem Schiff Susanne Godeffroy nach Deutschland zurück. Sie fand mit ihren beiden gezähmten Adlern erst bei der Familie Godeffroy Unterkunft, wo sie ihre Sammlungen betreute und verwaltete. 1879 fand sie eine Stelle als Kustodin im Botanischen Museum von Hamburg. Sie starb 1891, knapp 70-jährig, in der Obhut ihrer Tochter Charitas Bischoff, die ihr mit der Biografie Amalie Dietrich – Ein Leben ein Denkmal setzte. Die von der Natur begeisterte Amalie äußerte vor ihrem Tode den Wunsch „Setzt mir ein Efeu aufs Grab.“ Dietrich wurde auf dem Altstädter Friedhof in Rendsburg begraben.

## Würdigung
Amalie Dietrich war nach Maria Sibylla Merian die bedeutendste Naturforscherin und Forschungsreisende Deutschlands. Die Sammlung botanischen und zoologischen Materials, die Amalie Dietrich im Zuge ihres Australienaufenthalts zusammentrug, gilt als die umfangreichste einer Einzelperson. Sie war Entdeckerin von annähernd 640 Pflanzenarten.
Nach Amalie Dietrich wurden die von ihr entdeckte Algenart Sargassum amaliae, der Sonnentau-Art Drosera dietrichiana, die Moosart Endotrichella dietrichiae und die Wespenart Odynerus dietrichianus benannt. Einige dieser Namen werden nur noch als Synonym verwendet.

## Ehrungen

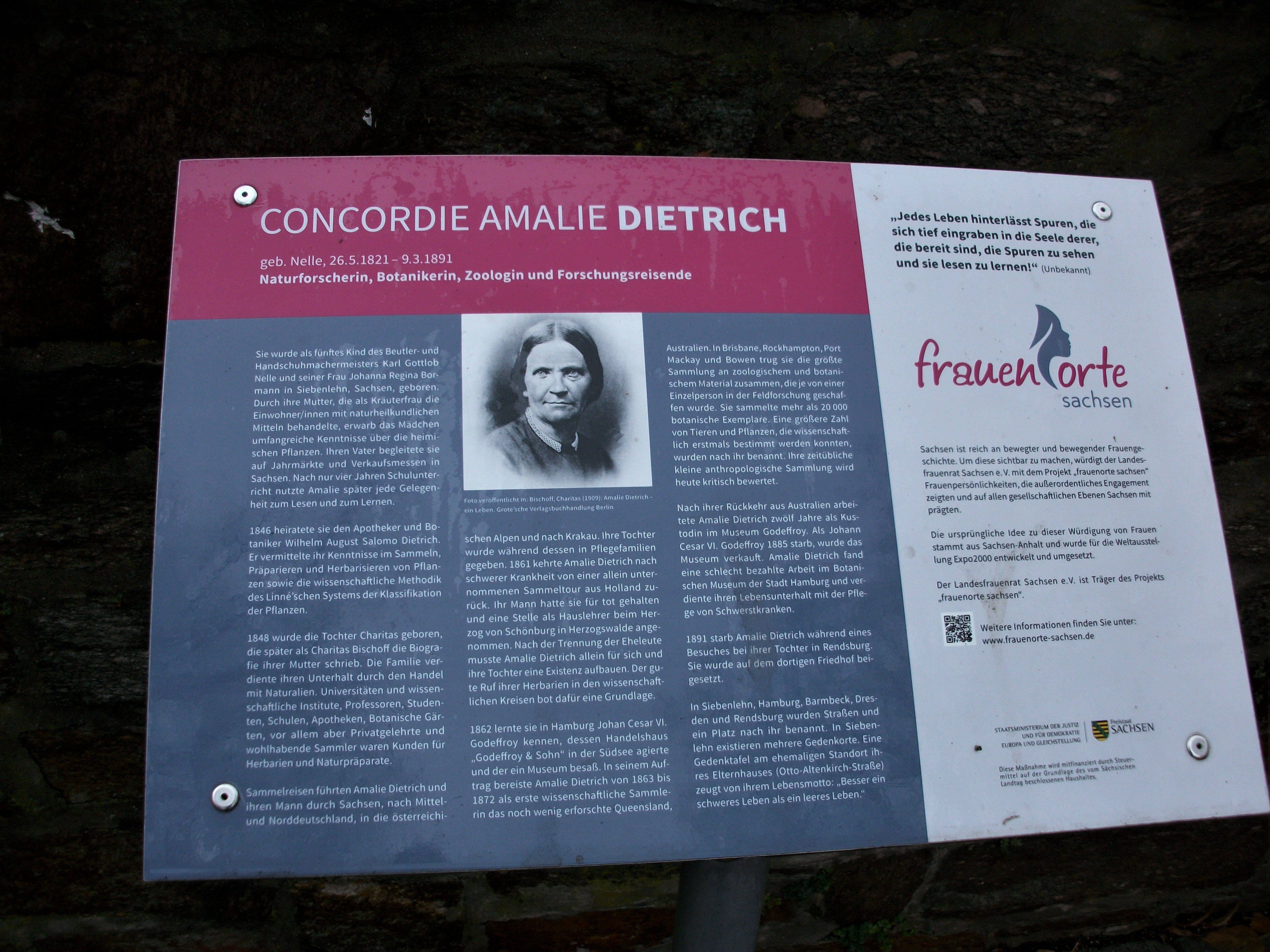
Frauenorte Sachsen, Infotafel Concordie Amalie Dietrich vor dem Rathaus Siebenlehn

- Der Amalie-Dietrich-Stieg in Hamburg-Barmbek-Nord wurde 1968 nach ihr benannt.[11]
- Der Amalie-Dietrich-Platz in Dresden-Gorbitz wurde nach ihr benannt.
- Die Amalie-Dietrich-Straße liegt in Rendsburg.
- In Siebenlehn tragen u. a. eine Straße und eine Kindertagesstätte ihren Namen. Auf der Amalie-Dietrich-Höhe wurde 1928 ein Gedenkstein errichtet. Wo ihr Elternhaus stand, befindet sich heute eine Gedenktafel. Am einstigen Rathaus von Siebenlehn erinnert eine Gedenktafel der Initiative Frauenorte Sachsen an Amalie Dietrich.
- Eine weitere Gedenktafel wurde zum 195. Geburtstag am Standort des ehemaligen Forsthofes in Siebenlehn eingeweiht. Hier lebten und arbeiteten Amalie und Wilhelm Dietrich seit ihrer Hochzeit 1846 bis ins Jahr 1861. Am 7. März 1848 erblickte hier die gemeinsame Tochter Charitas das Licht der Welt. Im Jahr 1901 brannte das Gebäude bis auf die Grundmauern nieder und wurde nicht wieder aufgebaut.
- Die „Wilthener-Gebirgskräuter“-Liköre der Fa. Hardenberg-Wilthen werben mit und erinnern dadurch an Amalie Dietrich.[12]

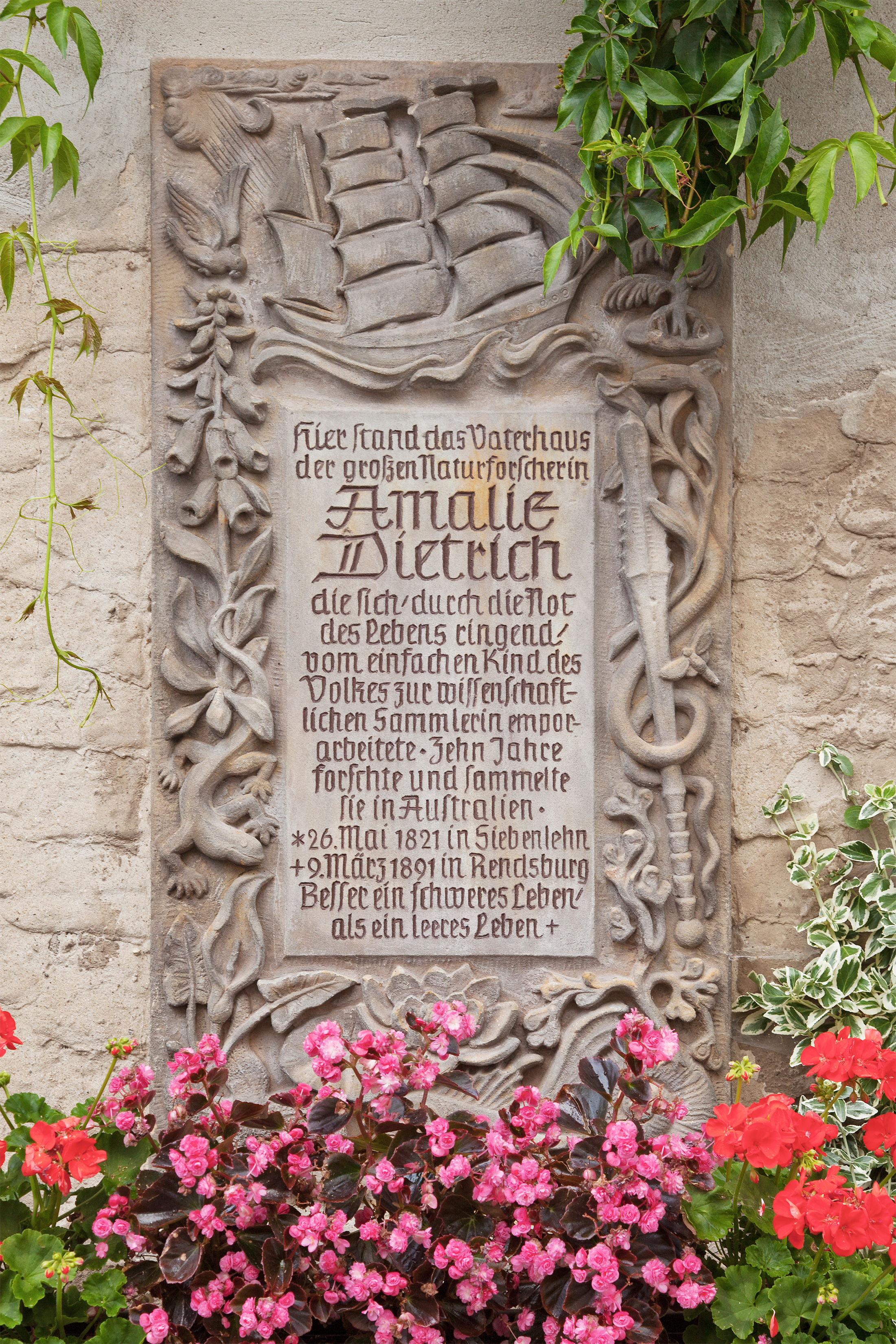
Gedenktafel in Siebenlehn
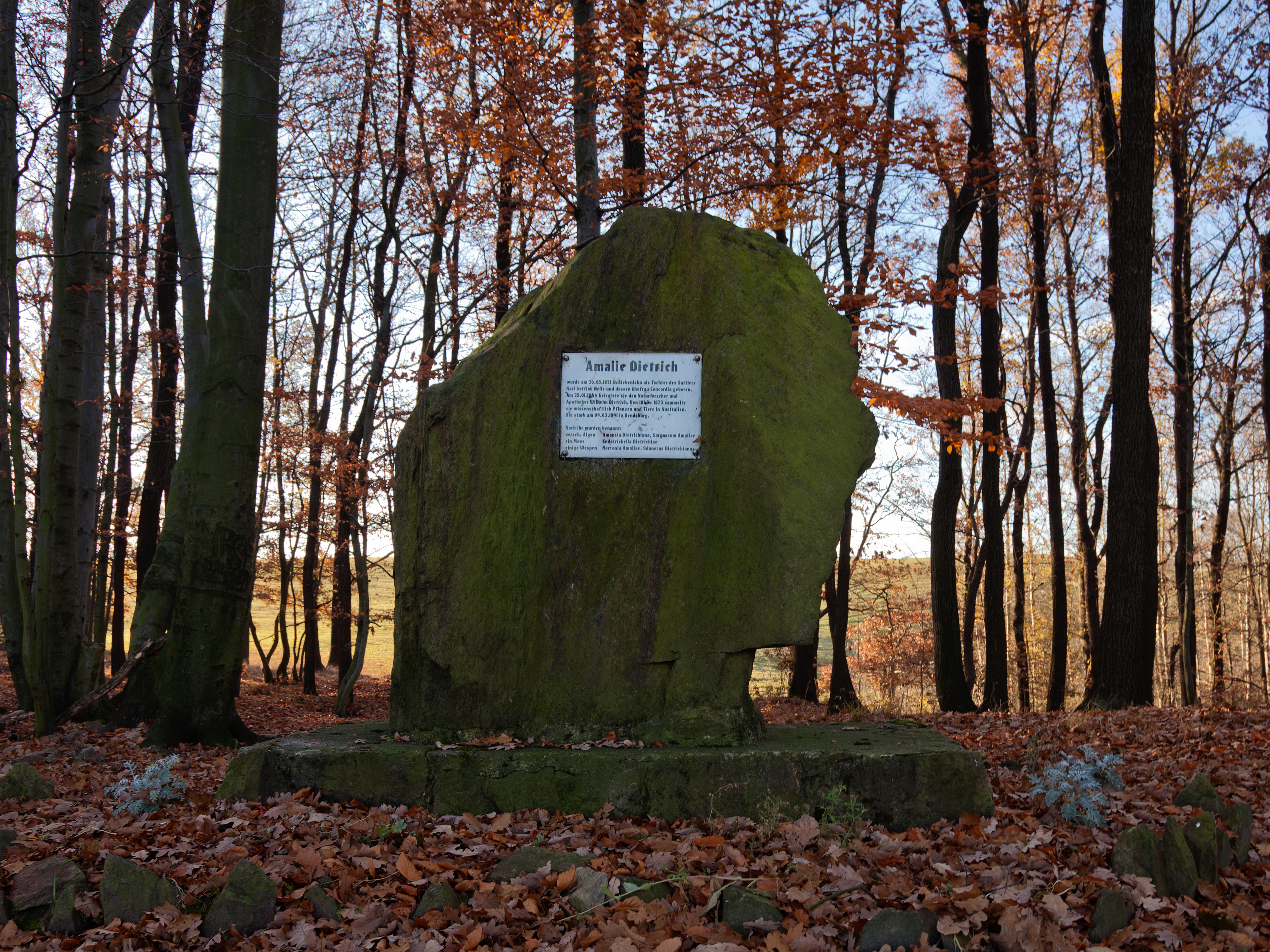
Gedenkstein auf der Amalie-Dietrich-Höhe
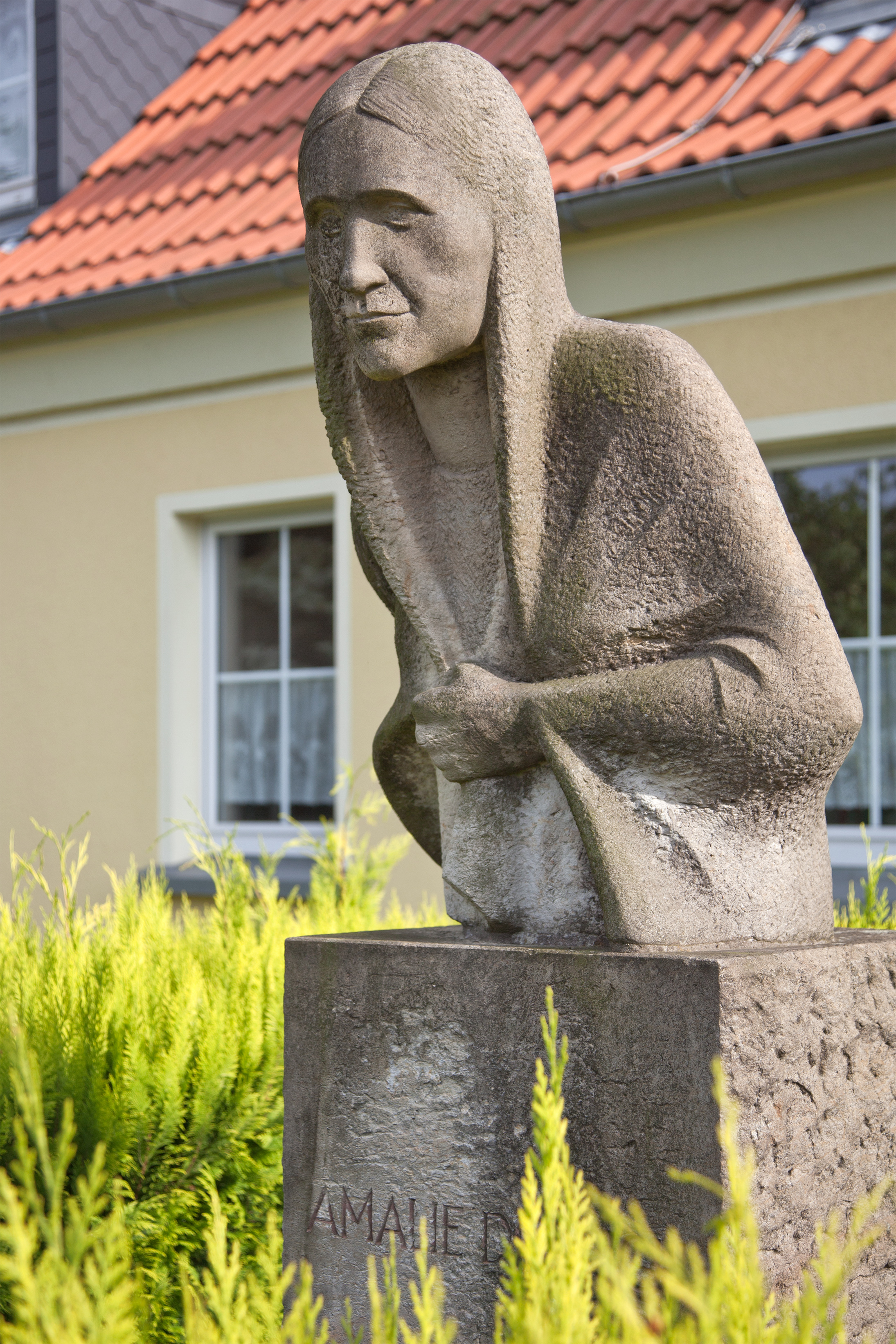
Denkmal an der nach ihr benannten Kindertagesstätte
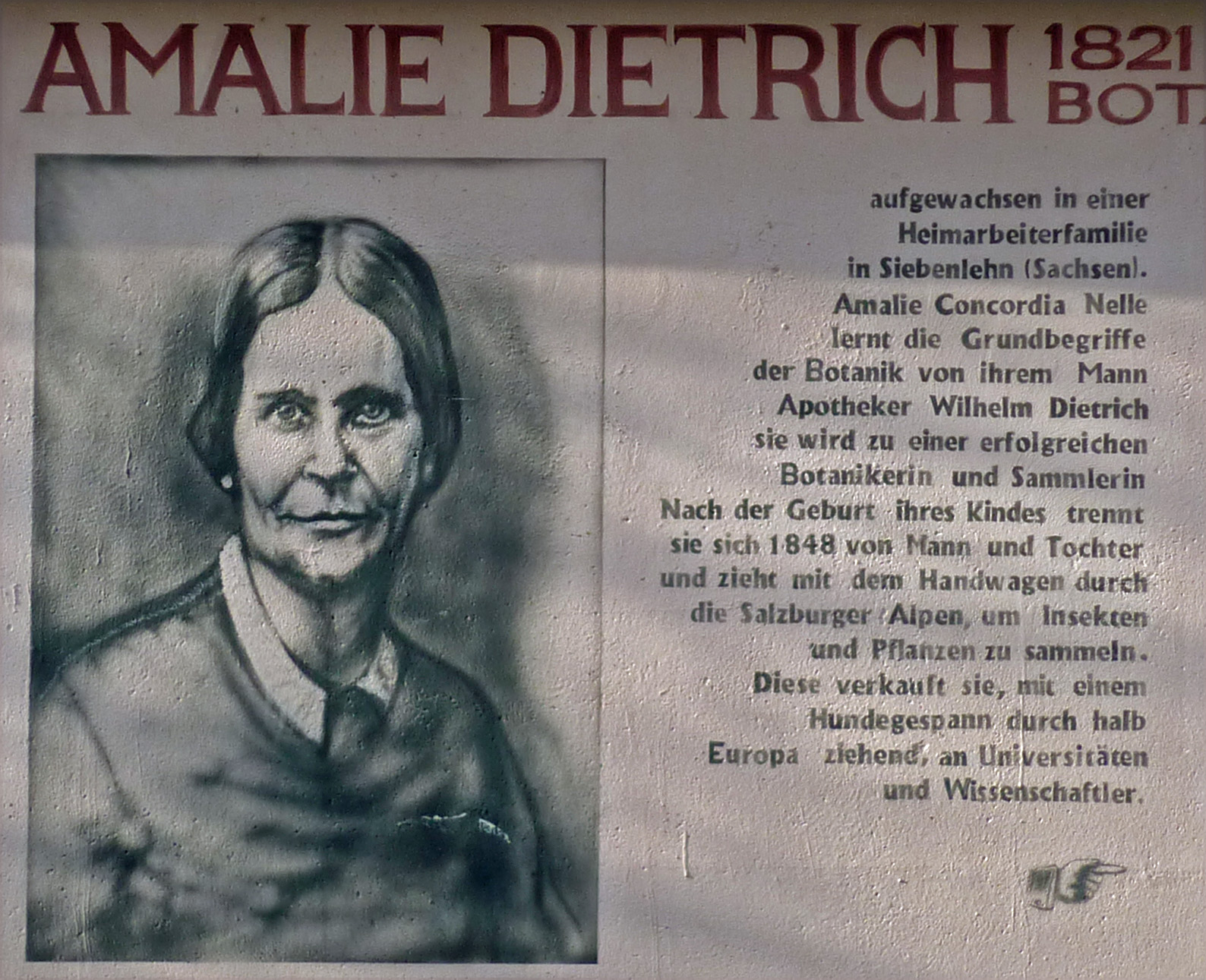
Tafel zur Erinnerung in Dresden-Gorbitz
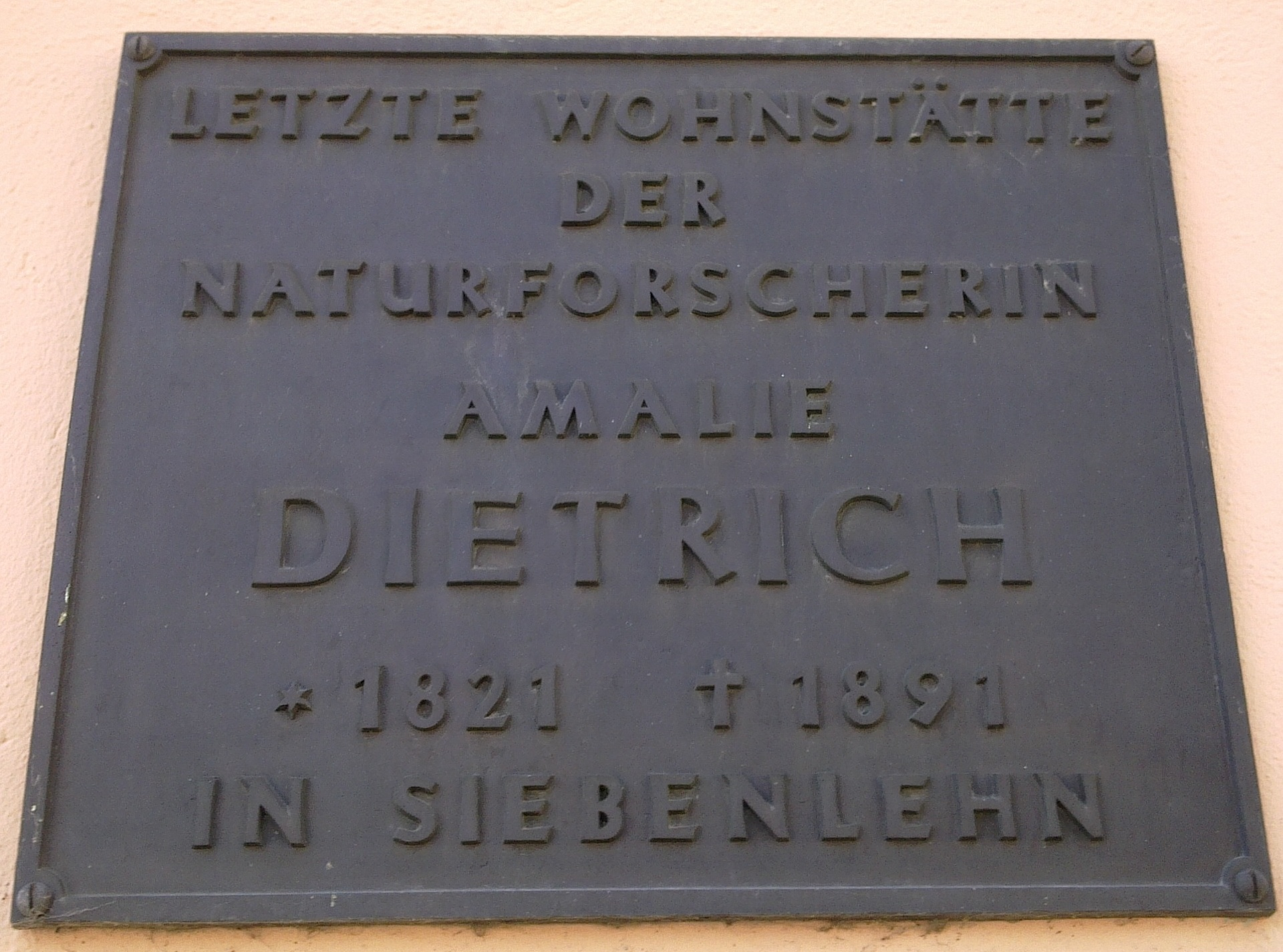
Gedenktafel Amalie Dietrich in Siebenlehn, Markt 25